# Mouila
Mouila je hlavní město gabonské provincie Ngounié. Leží na řece Ngounié a žije v něm kolem 20 000 obyvatel. Jeho hlavní turistickou atrakcí je jezero Lac Bleu, známé pro svou jasně modrou vodu. Mouila je velmi rozlehlé město s mnoha tržištěmi a obchodními centry. Je domovem několika etnických skupin. Ve městě funguje letiště a pomocí taxi je možné se dostat do dalších velkých gabonských měst.

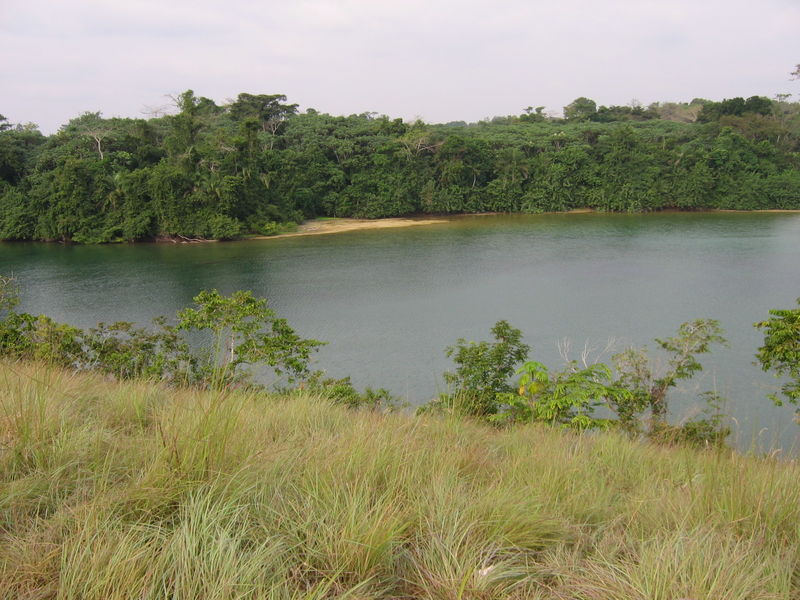
Lac Bleu
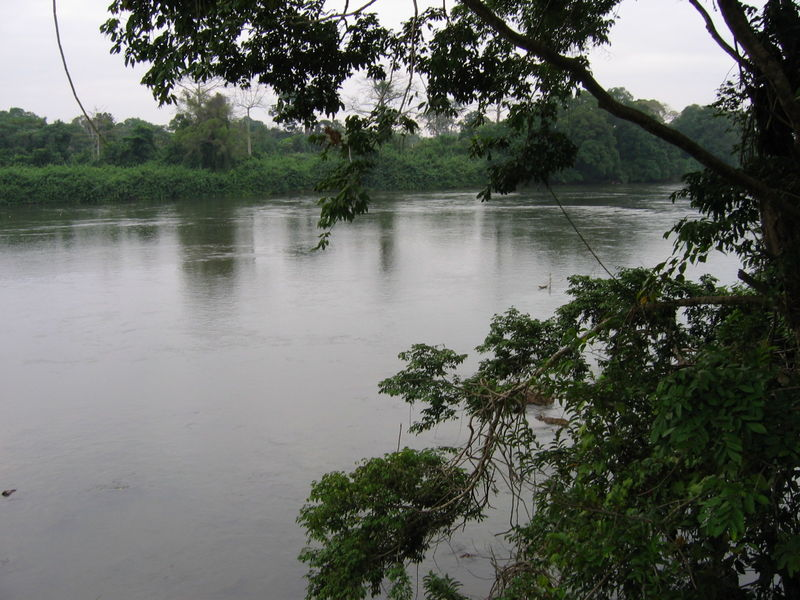
Řeka Ngounié